# Tigre de terre
| Éléments du cycle sexagésimal 干支 | Éléments du cycle sexagésimal 干支 | Éléments du cycle sexagésimal 干支 | Éléments du cycle sexagésimal 干支 | Éléments du cycle sexagésimal 干支 | Éléments du cycle sexagésimal 干支 | Éléments du cycle sexagésimal 干支 | Éléments du cycle sexagésimal 干支 | Éléments du cycle sexagésimal 干支 | Éléments du cycle sexagésimal 干支 | Éléments du cycle sexagésimal 干支 | Éléments du cycle sexagésimal 干支 |
| ---------------------------------- | ---------------------------------- | ---------------------------------- | ---------------------------------- | ---------------------------------- | ---------------------------------- | ---------------------------------- | ---------------------------------- | ---------------------------------- | ---------------------------------- | ---------------------------------- | ---------------------------------- |
| 01 Rat bois                        | 02 Buffle bois                     | 03 Tigre feu                       | 04 Lièvre feu                      | 05 Dragon terre                    | 06 Serpent terre                   | 07 Cheval métal                    | 08 Chèvre métal                    | 09 Singe eau                       | 10 Coq eau                         | 11 Chien bois                      | 12 Cochon bois                     |
| 13 Rat feu                         | 14 Buffle feu                      | 15 Tigre terre                     | 16 Lièvre terre                    | 17 Dragon métal                    | 18 Serpent métal                   | 19 Cheval eau                      | 20 Chèvre eau                      | 21 Singe bois                      | 22 Coq bois                        | 23 Chien feu                       | 24 Cochon feu                      |
| 25 Rat terre                       | 26 Buffle terre                    | 27 Tigre métal                     | 28 Lièvre métal                    | 29 Dragon eau                      | 30 Serpent eau                     | 31 Cheval bois                     | 32 Chèvre bois                     | 33 Singe feu                       | 34 Coq feu                         | 35 Chien terre                     | 36 Cochon terre                    |
| 37 Rat métal                       | 38 Buffle métal                    | 39 Tigre eau                       | 40 Lièvre eau                      | 41 Dragon bois                     | 42 Serpent bois                    | 43 Cheval feu                      | 44 Chèvre feu                      | 45 Singe terre                     | 46 Coq terre                       | 47 Chien métal                     | 48 Cochon métal                    |
| 49 Rat eau                         | 50 Buffle eau                      | 51 Tigre bois                      | 52 Lièvre bois                     | 53 Dragon feu                      | 54 Serpent feu                     | 55 Cheval terre                    | 56 Chèvre terre                    | 57 Singe métal                     | 58 Coq métal                       | 59 Chien eau                       | 60 Cochon eau                      |

Le tigre de terre est le quinzième élément du cycle sexagésimal chinois. Il est appelé wuyin ou wou-yin en chinois (chinois traditionnel et simplifié : 戊寅 ; pinyin : wùyín), muin en coréen, boin en japonais et mau dan en vietnamien. Il est précédé par le buffle de feu et suivi par le lièvre de terre.
À la tige céleste wu est associé le yáng et l'élément terre, et à la branche terrestre yin, le yáng, l'élément bois, et le signe du tigre. Dans la symbolique des cinq éléments, le wuyin correspond donc au « bois qui détruit la terre. »

## Années du tigre de terre
La transition vers le calendrier grégorien se fait en multipliant par soixante et en ajoutant dix-huit. Sont ainsi appelées « année du tigre de terre » les années :

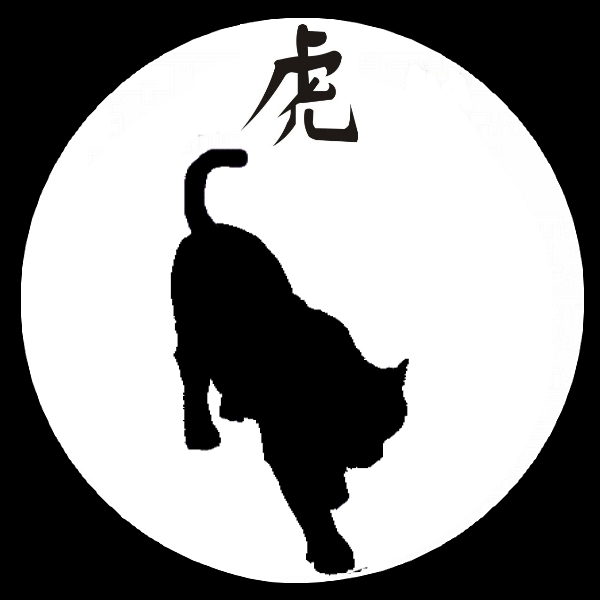
Signe astrologique chinois'Le TIGRE

| Ier millénaire                                                                                      | IIe millénaire | IIIe millénaire                                                                                                 |
| --------------------------------------------------------------------------------------------------- | --- | --- |
| - 18 - 78 - 138 - 198 - 258 - 318 - 378 - 438 - 498 - 558 - 618 - 678 - 738 - 798 - 858 - 918 - 978 | - 1038 - 1098 - 1158 - 1218 - 1278 - 1338 - 1398 - 1458 - 1518 - 1578 - 1638 - 1698 - 1758 - 1818 - 1878 - 1938 - 1998 | - 2058 - 2118 - 2178 - 2238 - 2298 - 2358 - 2418 - 2478 - 2538 - 2598 - 2658 - 2718 - 2778 - 2838 - 2898 - 2958 |

## Mois du tigre de terre
Les mois du tigre de terre commencent le jour du lichun (« établissement du printemps », entre le 2 et 5 février marquant le début du printemps en Chine) et se termine le jour précédant le jingzhe (« éveil de l'hibernation » entre le 5 et le 7 mars) des années aux tiges célestes yi et geng, soit tous les cinq ans. Sont par exemple « mois du tigre de terre » :
- du 3 février 2005 au 4 mars 2005
- du 3 février 2010 au 4 mars 2010
- etc.

## Jour du tigre de terre
Les tableaux suivants établissent la correspondance entre les calendriers occidentaux et les jours du tigre de terre. Par exemple, en 2001 furent jour du tigre de terre le 15 janvier, 16 mars, 15 mai, 14 juillet, 12 septembre et 11 novembre.

### Conversion années normales
Les jours suivants sont des jours du Tigre de terre :
| Jour du Tigre de terre                                                      | Année du calendrier julien                                                                                        | Année du calendrier grégorien                              |
| --------------------------------------------------------------------------- | --- | ---------------------------------------------------------- |
| 1er janvier, 2 mars, 1er mai, 30 juin, 29 août, 28 octobre, 27 décembre     | 1, 47, 127, 207, 287, 367, 447, 527, 607, 687, 767, 847, 927, 1007, 1087, 1167, 1247, 1327, 1407, 1487, 1567...   | 1626, 1729, 1855, 1958, 2038                               |
| 2 janvier, 3 mars, 2 mai, 1er juillet, 30 août, 29 octobre, 28 décembre     | 81, 161, 241, 321, 401, 481, 561, 641, 721, 801, 881, 961, 1041, 1121, 1201, 1281, 1361, 1441, 1521, 1601...      | 1603, 1683, 1706, 1786, 1809, 1889, 1935, 2015, 2095       |
| 3 janvier, 4 mars, 3 mai, 2 juillet, 31 août, 30 octobre, 29 décembre       | 58, 138, 218, 298, 378, 458, 538, 618, 698, 778, 858, 938, 1018, 1098, 1178, 1258, 1338, 1418, 1498, 1578...      | 1637, 1763, 1866, 1969, 2049                               |
| 4 janvier, 5 mars, 4 mai, 3 juillet, 1er septembre, 31 octobre, 30 décembre | 35, 115, 195, 275, 355, 435, 515, 595, 675, 755, 835, 915, 995, 1075, 1155, 1235, 1315, 1395, 1475, 1555...       | 1614, 1694, 1717, 1797, 1843, 1946, 2026                   |
| 5 janvier, 6 mars, 5 mai, 4 juillet, 2 septembre, 1er novembre, 31 décembre | 69, 149, 229, 309, 389, 469, 549, 629, 709, 789, 869, 949, 1029, 1109, 1189, 1269, 1349, 1429, 1509, 1589...      | 1591, 1671, 1774, 1877, 1900, 1923, 2003, 2083             |
| 6 janvier, 7 mars, 6 mai, 5 juillet, 3 septembre, 2 novembre                | 46, 126, 206, 286, 366, 446, 526, 606, 686, 766, 846, 926, 1006, 1086, 1166, 1246, 1326, 1406, 1486, 1566...      | 1625, 1751, 1854, 1957, 2037                               |
| 7 janvier, 8 mars, 7 mai, 6 juillet, 4 septembre, 3 novembre                | 23, 103, 183, 263, 343, 423, 503, 583, 663, 743, 823, 903, 983, 1063, 1143, 1223, 1303, 1383, 1463, 1543, 1623... | 1602, 1682, 1705, 1785, 1831, 1934, 2014, 2094             |
| 8 janvier, 9 mars, 8 mai, 7 juillet, 5 septembre, 4 novembre                | 57, 137, 217, 297, 377, 457, 537, 617, 697, 777, 857, 937, 1017, 1097, 1177, 1257, 1337, 1417, 1497, 1577...      | 1659, 1762, 1865, 1911, 1991, 2071                         |
| 9 janvier, 10 mars, 9 mai, 8 juillet, 6 septembre, 5 novembre               | 34, 114, 194, 274, 354, 434, 514, 594, 674, 754, 834, 914, 994, 1074, 1154, 1234, 1314, 1394, 1474, 1554...       | 1613, 1693, 1739, 1842, 1945, 2025                         |
| 10 janvier, 11 mars, 10 mai, 9 juillet, 7 septembre, 6 novembre             | 11, 91, 171, 251, 331, 411, 491, 571, 651, 731, 811, 891, 971, 1051, 1131, 1211, 1291, 1371, 1451, 1531, 1611...  | 1590, 1670, 1773, 1819, 1899, 1922, 2002, 2082             |
| 11 janvier, 12 mars, 11 mai, 10 juillet, 8 septembre, 7 novembre            | 45, 125, 205, 285, 365, 445, 525, 605, 685, 765, 845, 925, 1005, 1085, 1165, 1245, 1325, 1405, 1485, 1565...      | 1647, 1750, 1853, 1979, 2059                               |
| 12 janvier, 13 mars, 12 mai, 11 juillet, 9 septembre, 8 novembre            | 22, 102, 182, 262, 342, 422, 502, 582, 662, 742, 822, 902, 982, 1062, 1142, 1222, 1302, 1382, 1462, 1542, 1622... | 1601, 1681, 1727, 1830, 1933, 2013, 2093                   |
| 13 janvier, 14 mars, 13 mai, 12 juillet, 10 septembre, 9 novembre           | 79, 159, 239, 319, 399, 479, 559, 639, 719, 799, 879, 959, 1039, 1119, 1199, 1279, 1359, 1439, 1519, 1599...      | 1658, 1761, 1807, 1887, 1910, 1990, 2070                   |
| 14 janvier, 15 mars, 14 mai, 13 juillet, 11 septembre, 10 novembre          | 33, 113, 193, 273, 353, 433, 513, 593, 673, 753, 833, 913, 993, 1073, 1153, 1233, 1313, 1393, 1473, 1553...       | 1635, 1738, 1841, 1967, 2047                               |
| 15 janvier, 16 mars, 15 mai, 14 juillet, 12 septembre, 11 novembre          | 10, 90, 170, 250, 330, 410, 490, 570, 650, 730, 810, 890, 970, 1050, 1130, 1210, 1290, 1370, 1450, 1530, 1610...  | 1589, 1669, 1715, 1795, 1818, 1898, 1921, 2001, 2081       |
| 16 janvier, 17 mars, 16 mai, 15 juillet, 13 septembre, 12 novembre          | 67, 147, 227, 307, 387, 467, 547, 627, 707, 787, 867, 947, 1027, 1107, 1187, 1267, 1347, 1427, 1507, 1587...      | 1646, 1749, 1875, 1978, 2058                               |
| 17 janvier, 18 mars, 17 mai, 16 juillet, 14 septembre, 13 novembre          | 21, 101, 181, 261, 341, 421, 501, 581, 661, 741, 821, 901, 981, 1061, 1141, 1221, 1301, 1381, 1461, 1541, 1621... | 1623, 1726, 1829, 1955, 2035                               |
| 18 janvier, 19 mars, 18 mai, 17 juillet, 15 septembre, 14 novembre          | 78, 158, 238, 318, 398, 478, 558, 638, 718, 798, 878, 958, 1038, 1118, 1198, 1278, 1358, 1438, 1518, 1598...      | 1657, 1703, 1783, 1806, 1886, 1909, 1989, 2069             |
| 19 janvier, 20 mars, 19 mai, 18 juillet, 16 septembre, 15 novembre          | 55, 135, 215, 295, 375, 455, 535, 615, 695, 775, 855, 935, 1015, 1095, 1175, 1255, 1335, 1415, 1495, 1575...      | 1634, 1737, 1863, 1966, 2046                               |
| 20 janvier, 21 mars, 20 mai, 19 juillet, 17 septembre, 16 novembre          | 9, 89, 169, 249, 329, 409, 489, 569, 649, 729, 809, 889, 969, 1049, 1129, 1209, 1289, 1369, 1449, 1529, 1609...   | 1611, 1691, 1714, 1794, 1817, 1897, 1943, 2023             |
| 21 janvier, 22 mars, 21 mai, 20 juillet, 18 septembre, 17 novembre          | 66, 146, 226, 306, 386, 466, 546, 626, 706, 786, 866, 946, 1026, 1106, 1186, 1266, 1346, 1426, 1506, 1586...      | 1645, 1771, 1874, 1977, 2057                               |
| 22 janvier, 23 mars, 22 mai, 21 juillet, 19 septembre, 18 novembre          | 43, 123, 203, 283, 363, 443, 523, 603, 683, 763, 843, 923, 1003, 1083, 1163, 1243, 1323, 1403, 1483, 1563...      | 1622, 1725, 1851, 1954, 2034                               |
| 23 janvier, 24 mars, 23 mai, 22 juillet, 20 septembre, 19 novembre          | 77, 157, 237, 317, 397, 477, 557, 637, 717, 797, 877, 957, 1037, 1117, 1197, 1277, 1357, 1437, 1517, 1597...      | 1599, 1679, 1702, 1782, 1805, 1885, 1931, 2011, 2091       |
| 24 janvier, 25 mars, 24 mai, 23 juillet, 21 septembre, 20 novembre          | 54, 134, 214, 294, 374, 454, 534, 614, 694, 774, 854, 934, 1014, 1094, 1174, 1254, 1334, 1414, 1494, 1574...      | 1633, 1759, 1862, 1965, 2045                               |
| 25 janvier, 26 mars, 25 mai, 24 juillet, 22 septembre, 21 novembre          | 31, 111, 191, 271, 351, 431, 511, 591, 671, 751, 831, 911, 991, 1071, 1151, 1231, 1311, 1391, 1471, 1551...       | 1610, 1690, 1713, 1793, 1839, 1942, 2022                   |
| 26 janvier, 27 mars, 26 mai, 25 juillet, 23 septembre, 22 novembre          | 65, 145, 225, 305, 385, 465, 545, 625, 705, 785, 865, 945, 1025, 1105, 1185, 1265, 1345, 1425, 1505, 1585...      | 1587, 1667, 1770, 1873, 1919, 1999, 2079                   |
| 27 janvier, 28 mars, 27 mai, 26 juillet, 24 septembre, 23 novembre          | 42, 122, 202, 282, 362, 442, 522, 602, 682, 762, 842, 922, 1002, 1082, 1162, 1242, 1322, 1402, 1482, 1562...      | 1621, 1747, 1850, 1953, 2033                               |
| 28 janvier, 29 mars, 28 mai, 27 juillet, 25 septembre, 24 novembre          | 19, 99, 179, 259, 339, 419, 499, 579, 659, 739, 819, 899, 979, 1059, 1139, 1219, 1299, 1379, 1459, 1539, 1619...  | 1598, 1678, 1701, 1781, 1827, 1930, 2010, 2090             |
| 29 janvier, 30 mars, 29 mai, 28 juillet, 26 septembre, 25 novembre          | 53, 133, 213, 293, 373, 453, 533, 613, 693, 773, 853, 933, 1013, 1093, 1173, 1253, 1333, 1413, 1493, 1573...      | 1655, 1758, 1861, 1907, 1987, 2067                         |
| 30 janvier, 31 mars, 30 mai, 29 juillet, 27 septembre, 26 novembre          | 30, 110, 190, 270, 350, 430, 510, 590, 670, 750, 830, 910, 990, 1070, 1150, 1230, 1310, 1390, 1470, 1550...       | 1609, 1689, 1735, 1838, 1941, 2021                         |
| 31 janvier, 1er avril, 31 mai, 30 juillet, 28 septembre, 27 novembre        | 7, 87, 167, 247, 327, 407, 487, 567, 647, 727, 807, 887, 967, 1047, 1127, 1207, 1287, 1367, 1447, 1527, 1607...   | 1586, 1666, 1769, 1815, 1895, 1918, 1998, 2078             |
| 1er février, 2 avril, 1er juin, 31 juillet, 29 septembre, 28 novembre       | 41, 121, 201, 281, 361, 441, 521, 601, 681, 761, 841, 921, 1001, 1081, 1161, 1241, 1321, 1401, 1481, 1561...      | 1643, 1746, 1849, 1975, 2055                               |
| 2 février, 3 avril, 2 juin, 1er août, 30 septembre, 29 novembre             | 18, 98, 178, 258, 338, 418, 498, 578, 658, 738, 818, 898, 978, 1058, 1138, 1218, 1298, 1378, 1458, 1538, 1618...  | 1597, 1677, 1700, 1723, 1826, 1929, 2009, 2089             |
| 3 février, 4 avril, 3 juin, 2 août, 1er octobre, 30 novembre                | 75, 155, 235, 315, 395, 475, 555, 635, 715, 795, 875, 955, 1035, 1115, 1195, 1275, 1355, 1435, 1515, 1595...      | 1654, 1757, 1803, 1883, 1906, 1986, 2066                   |
| 4 février, 5 avril, 4 juin, 3 août, 2 octobre, 1er décembre                 | 29, 109, 189, 269, 349, 429, 509, 589, 669, 749, 829, 909, 989, 1069, 1149, 1229, 1309, 1389, 1469, 1549...       | 1631, 1734, 1837, 1963, 2043                               |
| 5 février, 6 avril, 5 juin, 4 août, 3 octobre, 2 décembre                   | 6, 86, 166, 246, 326, 406, 486, 566, 646, 726, 806, 886, 966, 1046, 1126, 1206, 1286, 1366, 1446, 1526, 1606...   | 1585, 1665, 1711, 1791, 1814, 1894, 1917, 1997, 2077, 2100 |
| 6 février, 7 avril, 6 juin, 5 août, 4 octobre, 3 décembre                   | 63, 143, 223, 303, 383, 463, 543, 623, 703, 783, 863, 943, 1023, 1103, 1183, 1263, 1343, 1423, 1503, 1583...      | 1642, 1745, 1871, 1974, 2054                               |
| 7 février, 8 avril, 7 juin, 6 août, 5 octobre, 4 décembre                   | 17, 97, 177, 257, 337, 417, 497, 577, 657, 737, 817, 897, 977, 1057, 1137, 1217, 1297, 1377, 1457, 1537, 1617...  | 1619, 1699, 1722, 1825, 1951, 2031                         |
| 8 février, 9 avril, 8 juin, 7 août, 6 octobre, 5 décembre                   | 74, 154, 234, 314, 394, 474, 554, 634, 714, 794, 874, 954, 1034, 1114, 1194, 1274, 1354, 1434, 1514, 1594...      | 1653, 1779, 1802, 1882, 1905, 1985, 2065                   |
| 9 février, 10 avril, 9 juin, 8 août, 7 octobre, 6 décembre                  | 51, 131, 211, 291, 371, 451, 531, 611, 691, 771, 851, 931, 1011, 1091, 1171, 1251, 1331, 1411, 1491, 1571...      | 1630, 1733, 1859, 1962, 2042                               |
| 10 février, 11 avril, 10 juin, 9 août, 8 octobre, 7 décembre                | 5, 85, 165, 245, 325, 405, 485, 565, 645, 725, 805, 885, 965, 1045, 1125, 1205, 1285, 1365, 1445, 1525, 1605...   | 1607, 1687, 1710, 1790, 1813, 1893, 1939, 2019, 2099       |
| 11 février, 12 avril, 11 juin, 10 août, 9 octobre, 8 décembre               | 62, 142, 222, 302, 382, 462, 542, 622, 702, 782, 862, 942, 1022, 1102, 1182, 1262, 1342, 1422, 1502, 1582...      | 1641, 1767, 1870, 1973, 2053                               |
| 12 février, 13 avril, 12 juin, 11 août, 10 octobre, 9 décembre              | 39, 119, 199, 279, 359, 439, 519, 599, 679, 759, 839, 919, 999, 1079, 1159, 1239, 1319, 1399, 1479, 1559...       | 1618, 1698, 1721, 1847, 1950, 2030                         |
| 13 février, 14 avril, 13 juin, 12 août, 11 octobre, 10 décembre             | 73, 153, 233, 313, 393, 473, 553, 633, 713, 793, 873, 953, 1033, 1113, 1193, 1273, 1353, 1433, 1513, 1593...      | 1595, 1675, 1778, 1801, 1881, 1927, 2007, 2087             |
| 14 février, 15 avril, 14 juin, 13 août, 12 octobre, 11 décembre             | 50, 130, 210, 290, 370, 450, 530, 610, 690, 770, 850, 930, 1010, 1090, 1170, 1250, 1330, 1410, 1490, 1570...      | 1629, 1755, 1858, 1961, 2041                               |
| 15 février, 16 avril, 15 juin, 14 août, 13 octobre, 12 décembre             | 4, 27, 107, 187, 267, 347, 427, 507, 587, 667, 747, 827, 907, 987, 1067, 1147, 1227, 1307, 1387, 1467, 1547...    | 1606, 1686, 1709, 1789, 1835, 1938, 2018, 2098             |
| 16 février, 17 avril, 16 juin, 15 août, 14 octobre, 13 décembre             | 61, 141, 221, 301, 381, 461, 541, 621, 701, 781, 861, 941, 1021, 1101, 1181, 1261, 1341, 1421, 1501, 1581...      | 1583, 1663, 1766, 1869, 1915, 1995, 2075                   |
| 17 février, 18 avril, 17 juin, 16 août, 15 octobre, 14 décembre             | 38, 118, 198, 278, 358, 438, 518, 598, 678, 758, 838, 918, 998, 1078, 1158, 1238, 1318, 1398, 1478, 1558...       | 1617, 1697, 1743, 1846, 1949, 2029                         |
| 18 février, 19 avril, 18 juin, 17 août, 16 octobre, 15 décembre             | 15, 95, 175, 255, 335, 415, 495, 575, 655, 735, 815, 895, 975, 1055, 1135, 1215, 1295, 1375, 1455, 1535, 1615...  | 1594, 1674, 1777, 1800, 1823, 1926, 2006, 2086             |
| 19 février, 20 avril, 19 juin, 18 août, 17 octobre, 16 décembre             | 49, 129, 209, 289, 369, 449, 529, 609, 689, 769, 849, 929, 1009, 1089, 1169, 1249, 1329, 1409, 1489, 1569...      | 1651, 1754, 1857, 1903, 1983, 2063                         |
| 20 février, 21 avril, 20 juin, 19 août, 18 octobre, 17 décembre             | 3, 26, 106, 186, 266, 346, 426, 506, 586, 666, 746, 826, 906, 986, 1066, 1146, 1226, 1306, 1386, 1466, 1546...    | 1605, 1685, 1731, 1834, 1937, 2017, 2097                   |
| 21 février, 22 avril, 21 juin, 20 août, 19 octobre, 18 décembre             | 83, 163, 243, 323, 403, 483, 563, 643, 723, 803, 883, 963, 1043, 1123, 1203, 1283, 1363, 1443, 1523, 1603...      | 1582, 1662, 1765, 1811, 1891, 1914, 1994, 2074             |
| 22 février, 23 avril, 22 juin, 21 août, 20 octobre, 19 décembre             | 37, 117, 197, 277, 357, 437, 517, 597, 677, 757, 837, 917, 997, 1077, 1157, 1237, 1317, 1397, 1477, 1557...       | 1639, 1742, 1845, 1971, 2051                               |
| 23 février, 24 avril, 23 juin, 22 août, 21 octobre, 20 décembre             | 14, 94, 174, 254, 334, 414, 494, 574, 654, 734, 814, 894, 974, 1054, 1134, 1214, 1294, 1374, 1454, 1534, 1614...  | 1593, 1673, 1719, 1799, 1822, 1925, 2005, 2085             |
| 24 février, 25 avril, 24 juin, 23 août, 22 octobre, 21 décembre             | 71, 151, 231, 311, 391, 471, 551, 631, 711, 791, 871, 951, 1031, 1111, 1191, 1271, 1351, 1431, 1511, 1591...      | 1650, 1753, 1879, 1902, 1982, 2062                         |
| 25 février, 26 avril, 25 juin, 24 août, 23 octobre, 22 décembre             | 2, 25, 105, 185, 265, 345, 425, 505, 585, 665, 745, 825, 905, 985, 1065, 1145, 1225, 1305, 1385, 1465, 1545...    | 1627, 1730, 1833, 1959, 2039                               |
| 26 février, 27 avril, 26 juin, 25 août, 24 octobre, 23 décembre             | 82, 162, 242, 322, 402, 482, 562, 642, 722, 802, 882, 962, 1042, 1122, 1202, 1282, 1362, 1442, 1522, 1602...      | 1661, 1707, 1787, 1810, 1890, 1913, 1993, 2073             |
| 27 février, 28 avril, 27 juin, 26 août, 25 octobre, 24 décembre             | 59, 139, 219, 299, 379, 459, 539, 619, 699, 779, 859, 939, 1019, 1099, 1179, 1259, 1339, 1419, 1499, 1579...      | 1638, 1741, 1867, 1970, 2050                               |
| 28 février 29 avril, 28 juin, 27 août, 26 octobre, 25 décembre              | 13, 93, 173, 253, 333, 413, 493, 573, 653, 733, 813, 893, 973, 1053, 1133, 1213, 1293, 1373, 1453, 1533, 1613...  | 1615, 1695, 1718, 1798, 1821, 1947, 2027                   |
| 1er mars, 30 avril, 29 juin, 28 août, 27 octobre, 26 décembre               | 70, 150, 230, 310, 390, 470, 550, 630, 710, 790, 870, 950, 1030, 1110, 1190, 1270, 1350, 1430, 1510, 1590...      | 1649, 1775, 1878, 1901, 1981, 2061                         |

### Conversion années bissextiles
Les jours suivants sont des jours du Tigre de terre :
| Jour du Tigre de terre                                                      | Année du calendrier julien                                                                                   | Année du calendrier grégorien |
| --------------------------------------------------------------------------- | --- | ----------------------------- |
| 1er janvier, 1er mars, 30 avril, 29 juin, 28 août, 27 octobre, 26 décembre  | N/A | 1752                          |
| 2 janvier, 2 mars, 1er mai, 30 juin, 29 août, 28 octobre, 27 décembre       | 24, 104, 184, 264, 344, 424, 504, 584, 664, 744, 824, 904, 984, 1064, 1144, 1224, 1304, 1384, 1464, 1544...  | 1832                          |
| 3 janvier, 3 mars, 2 mai, 1er juillet, 30 août, 29 octobre, 28 décembre     | N/A | 1660, 1912, 1992, 2072        |
| 4 janvier, 4 mars, 3 mai, 2 juillet, 31 août, 30 octobre, 29 décembre       | N/A | 1740                          |
| 5 janvier, 5 mars, 4 mai, 3 juillet, 1er septembre, 31 octobre, 30 décembre | 12, 92, 172, 252, 332, 412, 492, 572, 652, 732, 812, 892, 972, 1052, 1132, 1212, 1292, 1372, 1452, 1532...   | 1820                          |
| 6 janvier, 6 mars, 5 mai, 4 juillet, 2 septembre, 1er novembre, 31 décembre | N/A | 1648, 1980, 2060              |
| 7 janvier, 7 mars, 6 mai, 5 juillet, 3 septembre, 2 novembre                | N/A | 1728                          |
| 8 janvier, 8 mars, 7 mai, 6 juillet, 4 septembre, 3 novembre                | 80, 160, 240, 320, 400, 480, 560, 640, 720, 800, 880, 960, 1040, 1120, 1200, 1280, 1360, 1440, 1520, 1600... | 1808, 1888, 2068              |
| 9 janvier, 9 mars, 8 mai, 7 juillet, 5 septembre, 4 novembre                | N/A | 1636, 1968, 2048              |
| 10 janvier, 10 mars, 9 mai, 8 juillet, 6 septembre, 5 novembre              | N/A | 1716, 1796                    |
| 11 janvier, 11 mars, 10 mai, 9 juillet, 7 septembre, 6 novembre             | 68, 148, 228, 308, 388, 468, 548, 628, 708, 788, 868, 948, 1028, 1108, 1188, 1268, 1348, 1428, 1508, 1588... | 1876                          |
| 12 janvier, 12 mars, 11 mai, 10 juillet, 8 septembre, 7 novembre            | N/A | 1624, 1956, 2036              |
| 13 janvier, 13 mars, 12 mai, 11 juillet, 9 septembre, 8 novembre            | N/A | 1704, 1784                    |
| 14 janvier, 14 mars, 13 mai, 12 juillet, 10 septembre, 9 novembre           | 56, 136, 216, 296, 376, 456, 536, 616, 696, 776, 856, 936, 1016, 1096, 1176, 1256, 1336, 1416, 1496, 1576... | 1864                          |
| 15 janvier, 15 mars, 14 mai, 13 juillet, 11 septembre, 10 novembre          | N/A | 1612, 1692, 1944, 2024        |
| 16 janvier, 16 mars, 15 mai, 14 juillet, 12 septembre, 11 novembre          | N/A | 1772                          |
| 17 janvier, 17 mars, 16 mai, 15 juillet, 13 septembre, 12 novembre          | 44, 124, 204, 284, 364, 444, 524, 604, 684, 764, 844, 924, 1004, 1084, 1164, 1244, 1324, 1404, 1484, 1564... | 1852                          |
| 18 janvier, 18 mars, 17 mai, 16 juillet, 14 septembre, 13 novembre          | N/A | 1600, 1680, 1932, 2012, 2092  |
| 19 janvier, 19 mars, 18 mai, 17 juillet, 15 septembre, 14 novembre          | N/A | 1760                          |
| 20 janvier, 20 mars, 19 mai, 18 juillet, 16 septembre, 15 novembre          | 32, 112, 192, 272, 352, 432, 512, 592, 672, 752, 832, 912, 992, 1072, 1152, 1232, 1312, 1392, 1472, 1552...  | 1840                          |
| 21 janvier, 21 mars, 20 mai, 19 juillet, 17 septembre, 16 novembre          | N/A | 1588, 1668, 1920, 2000, 2080  |
| 22 janvier, 22 mars, 21 mai, 20 juillet, 18 septembre, 17 novembre          | N/A | 1748                          |
| 23 janvier, 23 mars, 22 mai, 21 juillet, 19 septembre, 18 novembre          | 20, 100, 180, 260, 340, 420, 500, 580, 660, 740, 820, 900, 980, 1060, 1140, 1220, 1300, 1380, 1460, 1540...  | 1828                          |
| 24 janvier, 24 mars, 23 mai, 22 juillet, 20 septembre, 19 novembre          | N/A | 1656, 1908, 1988, 2068        |
| 25 janvier, 25 mars, 24 mai, 23 juillet, 21 septembre, 20 novembre          | N/A | 1736                          |
| 26 janvier, 26 mars, 25 mai, 24 juillet, 22 septembre, 21 novembre          | 8, 88, 168, 248, 328, 408, 488, 568, 648, 728, 808, 888, 968, 1048, 1128, 1208, 1288, 1368, 1448, 1528...    | 1816, 1896                    |
| 27 janvier, 27 mars, 26 mai, 25 juillet, 23 septembre, 22 novembre          | N/A | 1644, 1976, 2056              |
| 28 janvier, 28 mars, 27 mai, 26 juillet, 24 septembre, 23 novembre          | N/A | 1724                          |
| 29 janvier, 29 mars, 28 mai, 27 juillet, 25 septembre, 24 novembre          | 76, 156, 236, 316, 396, 476, 556, 636, 716, 796, 876, 956, 1036, 1116, 1196, 1276, 1356, 1436, 1516, 1596... | 1804, 1884, 2064              |
| 30 janvier, 30 mars, 29 mai, 28 juillet, 26 septembre, 25 novembre          | N/A | 1632, 1964, 2044              |
| 31 janvier, 31 mars, 30 mai, 29 juillet, 27 septembre, 26 novembre          | N/A | 1712, 1792                    |
| 1er février, 1er avril, 31 mai, 30 juillet, 28 septembre, 27 novembre       | 64, 144, 224, 304, 384, 464, 544, 624, 704, 784, 864, 944, 1024, 1104, 1184, 1264, 1344, 1424, 1504, 1584... | 1872                          |
| 2 février, 2 avril, 1er juin, 31 juillet, 29 septembre, 28 novembre         | N/A | 1620, 1952, 2032              |
| 3 février, 3 avril, 2 juin, 1er août, 30 septembre, 29 novembre             | N/A | 1780                          |
| 4 février, 4 avril, 3 juin, 2 août, 1er octobre, 30 novembre                | 52, 132, 212, 292, 372, 452, 532, 612, 692, 772, 852, 932, 1012, 1092, 1172, 1252, 1332, 1412, 1492, 1572... | 1860                          |
| 5 février, 5 avril, 4 juin, 3 août, 2 octobre, 1er décembre                 | N/A | 1608, 1688, 1940, 2020        |
| 6 février, 6 avril, 5 juin, 4 août, 3 octobre, 2 décembre                   | N/A | 1768                          |
| 7 février, 7 avril, 6 juin, 5 août, 4 octobre, 3 décembre                   | 40, 120, 200, 280, 360, 440, 520, 600, 680, 760, 840, 920, 1000, 1080, 1160, 1240, 1320, 1400, 1480, 1560... | 1848                          |
| 8 février, 8 avril, 7 juin, 6 août, 5 octobre, 4 décembre                   | N/A | 1596, 1676, 1928, 2008, 2088  |
| 9 février, 9 avril, 8 juin, 7 août, 6 octobre, 5 décembre                   | N/A | 1756                          |
| 10 février, 10 avril, 9 juin, 8 août, 7 octobre, 6 décembre                 | 28, 108, 188, 268, 348, 428, 508, 588, 668, 748, 828, 908, 988, 1068, 1148, 1228, 1308, 1388, 1468, 1548...  | 1836                          |
| 11 février, 11 avril, 10 juin, 9 août, 8 octobre, 7 décembre                | N/A | 1584, 1664, 1916, 1996, 2076  |
| 12 février, 12 avril, 11 juin, 10 août, 9 octobre, 8 décembre               | N/A | 1744                          |
| 13 février, 13 avril, 12 juin, 11 août, 10 octobre, 9 décembre              | 16, 96, 176, 256, 336, 416, 496, 576, 656, 736, 816, 896, 976, 1056, 1136, 1216, 1296, 1376, 1456, 1536...   | 1824                          |
| 14 février, 14 avril, 13 juin, 12 août, 11 octobre, 10 décembre             | N/A | 1652, 1904, 1984, 2064        |
| 15 février, 15 avril, 14 juin, 13 août, 12 octobre, 11 décembre             | N/A | 1732                          |
| 16 février, 16 avril, 15 juin, 14 août, 13 octobre, 12 décembre             | 84, 164, 244, 324, 404, 484, 564, 644, 724, 804, 884, 964, 1044, 1124, 1204, 1284, 1364, 1444, 1524, 1604... | 1812, 1892, 2072              |
| 17 février, 17 avril, 16 juin, 15 août, 14 octobre, 13 décembre             | N/A | 1640, 1972, 2052              |
| 18 février, 18 avril, 17 juin, 16 août, 15 octobre, 14 décembre             | N/A | 1720                          |
| 19 février, 19 avril, 18 juin, 17 août, 16 octobre, 15 décembre             | 72, 152, 232, 312, 392, 472, 552, 632, 712, 792, 872, 952, 1032, 1112, 1192, 1272, 1352, 1432, 1512, 1592... | 1880                          |
| 20 février, 20 avril, 19 juin, 18 août, 17 octobre, 16 décembre             | N/A | 1628, 1960, 2040              |
| 21 février, 21 avril, 20 juin, 19 août, 18 octobre, 17 décembre             | N/A | 1708, 1788                    |
| 22 février, 22 avril, 21 juin, 20 août, 19 octobre, 18 décembre             | 60, 140, 220, 300, 380, 460, 540, 620, 700, 780, 860, 940, 1020, 1100, 1180, 1260, 1340, 1420, 1500, 1580... | 1868                          |
| 23 février, 23 avril, 22 juin, 21 août, 20 octobre, 19 décembre             | N/A | 1616, 1696, 1948, 2028        |
| 24 février, 24 avril, 23 juin, 22 août, 21 octobre, 20 décembre             | N/A | 1776                          |
| 25 février, 25 avril, 24 juin, 23 août, 22 octobre, 21 décembre             | 48, 128, 208, 288, 368, 448, 528, 608, 688, 768, 848, 928, 1008, 1088, 1168, 1248, 1328, 1408, 1488, 1568... | 1856                          |
| 26 février, 26 avril, 25 juin, 24 août, 23 octobre, 22 décembre             | N/A | 1604, 1684, 1936, 2016, 2096  |
| 27 février, 27 avril, 26 juin, 25 août, 24 octobre, 23 décembre             | N/A | 1764                          |
| 28 février, 28 avril, 27 juin, 26 août, 25 octobre, 24 décembre             | 36, 116, 196, 276, 356, 436, 516, 596, 676, 756, 836, 916, 996, 1076, 1156, 1236, 1316, 1396, 1476, 1556...  | 1844                          |
| 29 février, 29 avril, 28 juin, 27 août, 26 octobre, 25 décembre             | N/A | 1592, 1672, 1924, 2004, 2084  |

## Heure du tigre de terre
Les heures du tigre de terre sont :
- de 3 à 5 h du matin, heure de Beijing (UTC+8) lors des jours contenant les tiges célestes yi et geng.